# Acontia akbar
Acontia akbar is een vlinder van de familie van de uilen (Noctuidae). De wetenschappelijke naam van deze soort is voor het eerst voorgesteld door Edward Parr Wiltshire in een publicatie uit 1985.
De soort komt voor in Oman, Jemen en Ethiopië.